# Depandance Praha
Depandance Praha je jednou ze součástí Léčebných lázní Jáchymov. Budova stojí v Jáchymově na místě, kudy původně vedla městská hradba od brány do svahu (obojí zbořeno v roce 1835). Původně tu byla v letech 1891–1894 postavena továrna na dřevěné hračky a loutky. Tato továrna byla první svého druhu v Krušných horách. V roce 1910 továrnu odkoupila Územní akciová společnost (zakladatelka lázní a stavitelka Radiumpaláce) a v roce 1911 ji přestavěla pro potřeby nových lázní.
Budova byla v roce 1911 zvýšena o jedno patro (na tři) a nabízela 50 pokojů, 6 lázeňských kabin a v přízemí jídelnu a kavárnu. Tehdejší název zněl Radium-Kurhaus-Dependance. Po vzniku Československa hotel společně s Radiumpalácem získal Angličan Oury. Ten dal hotelu jméno Miracle. Příliš se mu ale nedařilo, takže v roce 1921 uzavřel Radiumpalác a provozoval pouze depandanci Miracle. O rok později hotely převzal stát. V roce 1925 byl počet pokojů zvýšen na devadesát.
Za druhé světové války byl hotel změněn na vojenský lazaret německého Wehrmachtu. Po válce hotel dostal název Praha. Hotel Praha je depandancí hotelu Curie, s nímž je spojen krytou chodbou. Kapacita hotelu je 76 lůžek v jedno- a dvoulůžkových pokojích.